# Jacob Peter Mynster

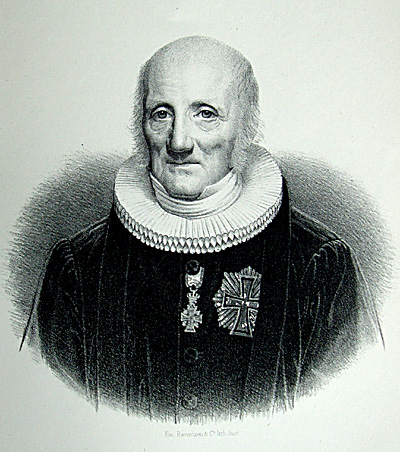
Jacob Peter Mynster

Jacob Peter Mynster (* 8. November 1775 in Kopenhagen, Dänemark; † 30. Januar 1854 in Kopenhagen) war ein dänischer Bischof des Stiftes Seeland und christlich-erbaulicher Schriftsteller. Als Seelsorger des Philosophen Søren Kierkegaard und dessen Vater Michael Petersen Kierkegaard (1756–1838) wurde er kirchengeschichtlich bekannt.

## Leben
Ab 1790 studierte Mynster an der Universität Kopenhagen Theologie, nachdem er Privatunterricht erhalten und die Metropolitanschule besucht hatte. Neben den theologischen Fächern widmete er sich auch der Geschichte und der Philosophie, wobei es vor allem Immanuel Kant war, der ihn aus seiner anfänglichen Begeisterung für die Französische Revolution und dem Materialismus herausriss. 1801 wurde Mynster zum Pastor in Spjellerup auf Seeland ernannt, wo er 1802 dann diese Pfarrstelle voll übernahm. Hier, in der ländlichen Einsamkeit, und unter dem Einfluss der Schriften von Novalis, Friedrich Wilhelm Joseph Schelling und Henrich Steffens fand Mynster zu sich selbst und rückte schließlich ganz vom Rationalismus ab, während er sich dem Dienst der Erweckungsbewegung in Dänemark verpflichtet fühlte.
1811 folgte dann die Berufung als Kapellan an die Frauenkirche in Kopenhagen. 1812 wurde Mynster Dozent und Mitvorsteher am königlichen Pastoralseminar in Kopenhagen, wo er Psychologie (unter besonderer Berücksichtigung der Seelsorge) lehrte. Mit der Ernennung zum königlichen Hofprediger 1826 sowie zum königlichen Konfessionär, Hofgeistlichen und Schlossprediger 1828 hatte Mynster nahezu den Zenit seines Ruhmes durch seine rege Predigttätigkeit an zentraler Stelle erreicht. Neben dieser reichen, auch seelsorgerlichen Tätigkeit widmete sich Mynster auch der theologischen Forschung und erbaulichen Schriftstellerei. So verfasste er eine prägnante lutherische Dogmatik. 1825 gab er die Kleinen theologischen Schriften in deutscher Sprache heraus. Nach dem Tode des Bischofs P.E. Müller im Jahr 1834 wurde Mynster schließlich Bischof von Seeland. Das Kirchenamt hatte er zwanzig Jahre inne. Kirchenpolitisch geriet Mynster in folgende Konflikte:
- Streitigkeiten mit dem kirchlichen und politischen Liberalismus,
- Kampf gegen Grundtvig und dessen Schüler,
- Anfang der 1840er Jahre mit den Baptisten und der Frage nach der Taufe von Kindern baptistischer Eltern.

Da Mynster hinsichtlich des Konfliktes mit den Baptisten auch die Möglichkeit einer Zwangstaufe dieser Kinder nicht nur nicht ausschließen wollte, sondern sogar zu deren Durchführung aufrief, brachte ihm dies zum Teil scharfe Kritik ein, wie zum Beispiel seitens des in Kopenhagen lebenden isländischen Theologen Magnús Eiríksson in der Schrift Om Baptister og Barnedaab [Über Baptisten und Kindertaufe] (1844). Gleichwohl sollte sich Eiríksson auch positiv von Mynsters theologischer Anschauung beeinflusst zeigen, wie z. B. hinsichtlich seines eigentümlichen Verständnisses von Vernunft als rezeptives Medium für göttliche Offenbarungen, wie es auch von Mynster im Artikel „Udvikling af Begrebet Tro“ [Entwicklung des Begriffes Glauben] (1821) entwickelt wurde.
Theologisch arbeitete Mynster für die Seelsorge unter den Gebildeten. Weit verbreitet waren die Betrachtungen über die christliche Glaubenslehre. Sein Haus stand für theologische Gespräche offen, wobei vor allem die Gespräche um theologische Grundfragen mit seinem ehemaligen Konfirmanden Søren Kierkegaard bekannt sind. Durch diesen wurde er auch nach seinem Tode noch zur Streitfigur, da in der Begräbnisansprache sein Bischofsnachfolger Hans Lassen Martensen ihn als einen „unersetzlichen“ Bischof und „wirklichen Wahrheitszeugen“ bezeichnete, was Kierkegaard leidenschaftlich bestritt und zu seinem letzten scharfen Angriff auf die dänische Staatskirche veranlasste, wovon vor allem Kierkegaards Flugschrift Der Augenblick (1855) zeugt.

## Hauptwerke
- Blandede Skrivter, 6 Bände, Kopenhagen 1852–1857.
- Kleine theologische Schriften, Kopenhagen 1825.
- Betragtninger over de christelige Troslaerdomme I-II, Kopenhagen 1833 (deutsch 1840 [2. Auflage]).
- Oplysninger angaaende Udkastet til en Alterbog og et Kirke-Ritual for Danmark, Kopenhagen 1840.
- Taler ved Praeste-Vielse I–III, Kopenhagen 1840–1851.
- Kirkelige Leilighedstaler I–II, Kopenhagen 1854.
- Efterladte Praedikener, hrsg. von C.L.N. Mynster, Kopenhagen 1875.